# Venatrix funesta
Venatrix funesta är en spindelart som först beskrevs av Carl Ludwig Koch 1847.  Venatrix funesta ingår i släktet Venatrix och familjen vargspindlar. Inga underarter finns listade i Catalogue of Life.